# 笑林廣記
《笑林廣記》是中國清代笑話集，由遊戲主人，一說程世爵收集而成，多以文言夾雜吳語白話文而作。《笑林廣記》全書共分十二部，一古艷（官職科名等）、二腐流、三術業、四形體、五殊稟（癡呆善忘等）、六閨風、七世諱（幫閒娼優等）、八僧道、九貪吝、十貧窶、十一譏刺、十二謬誤。
《笑林廣記》多取材自明清笑話，形式上以短小精悍為主，並有大量的黃色笑話。